# Westland Westbury
Westland Westbury là một mẫu thử máy bay tiêm kích của Anh chế tạo năm 1926.

## Tính năng kỹ chiến thuật
Dữ liệu lấy từ Brew, Alec. The Turret Fighters - Defiant and Roc. Crowood, UK, 2002.
Đặc điểm tổng quát
- Kíp lái: 3
- Chiều dài: 13,23 m (43 ft 4.75 in)
- Sải cánh: 20,73 m (68 ft)
- Chiều cao: 4,19 m (13 ft 9 in)
- Diện tích cánh: 81,29 sq. m (875 sq. ft)
- Trọng lượng rỗng: 2202 kg (4854 lb)
- Trọng lượng có tải: 3573 kg (7877 lb)
- Động cơ: 2 ×  Bristol Jupiter VI, 450 hp ()  mỗi chiếc

 Hiệu suất bay 
- Vận tốc cực đại: 201 km/h (125 mph)
- Vận tốc lên cao: 1525 m trong 4,5 phút (5000 ft trong 4,5 phút)

Trang bị vũ khí

2 pháo 37-mm COW và 1 hoặc 2 súng máy Lewiss 7,7 mm